# Opicinus de Canistris
Opicinus de Canistris (1296–c. 1353), também conhecido por Anonymous Ticinensis foi um padre, escritor, místico e cartógrafo italiano, que compôs uma quantidade de escritos pouco usuais e diagramas cosmológicos.
De características autobiográficas, a obra providencia a maioria da informação sobre a sua vida. Quando os seus trabalhos foram redescobertos, no início do século XX, estudiosos caracterizaram-nos como "psicóticos", devido às meditações teológicas extraordinárias e aos diagramas esquemáticos. Os méritos desta interpretação psicoanalítica, está no entanto sob discussão.

## Obras

### Antes de 1334
São tratados, dos quais apenas De preeminentia spiritualis imperii e De laudibus Papie sobreviveram na forma de cópias.
• 1319: Liber metricus de parabolis Christi
• 1320: De decalogo mandatorum
• 1322: Tratados religiosos
• 1324: Libellus dominice Passionis secundum concordantiam IIII evangelistarum
• 1329: De paupertate Christi, De virtutibus Christi, Lamentationes virginis Marie, De preeminentia spiritualis imperii
• 1330: Tractatus dominice orationis, Libellus confessionis, De laudibus Papie
• 1331: Tabula ecclesiastice hierarchie
• 1332: De septiloquio virginis Marie
• 1333: De promotionibus virginis Marie

### Após 1334
Opicinus é mais conhecido pelos dois manuscritos elaborados após a sua doença, "BAV, Pal. lat. 1993" e "BAV, Vat. lat. 6435." Estes dois manuscritos contêm uma variedade de desenhos e escritos autobiográficos que traçam a sua vida e doença.